# أم إسحاق بنت طلحة بن عبيد الله
أم إسحاق بنت طلحة هي بنت الصحابي طلحة بن عبيد الله أحد العشرة المبشرين بالجنة. وهي من زوجات الحسن بن علي بن أبي طالب وقد تزوجها بعده أخوه الحسين حيث كان أخوه قد أوصاه عند موته أن ينكح أم إسحاق فولدت له فاطمة بنت الحسين بن علي.
والدتها هي أم الحارث بنت قسامة بن قيس.
عن أبي فرج الأصفهاني: «وأمها أم إسحاق بنت طلحة بن عبيد الله. وأمها الجرباء بنت قسامة بن رومان من طيء. أخبرني أحمد بن سعيد قال: حدثنا يحيى بن الحسن قال: إنما سميت الجرباء بنت قسامة لحسنها كانت لا تقف إلى جانبها امرأة - وإن كانت جميلة - إلا استقبح منظرها لجمالها وكان النساء يتحامين أن يقفن إلى جانبها فشبهت بالناقة الجرباء التي تتوقاها الإبل مخافة أن تعديها.». ("مقاتل الطالبيين").

## النسب
هي أم إسحاق بنت طلحة بن عبيد الله بن عثمان بن عمرو بن كعب بن سعد بن تيم بن مرة بن كعب بن لؤي بن غالب بن فهر بن مالك بن قريش بن كنانة بن خزيمة بن مدركة بن إلياس بن مضر بن نزار بن معد بن عدنان.

## أبناؤها
- فاطمة بنت الحسين بن علي فاطمة الكبرى تابعية من رواة الحديث، روت عن جدتها فاطمة الزهراء. وفي رواية أخرى أن أمها هي شهربانو بنت يزدجرد الثالث آخر الأكاسرة الساسانيين وقد ورد ذلك في كتاب (عمدة الطالب في نسب آل أبي طالب) لأبن عنبة،[1] وهو الأصح لأن ولدها عبد الله المحض توفي في سجن المنصور العباسي وعمره 92 سنة[2] (145هـ) فعلى ذلك تكون ولادته سنة 53هـ، وفي رواية أخرى كان عمره عند مقتله مائة عام [3] والحسن المجتبى توفي سنة 50هـ والحسين تزوج أم إسحاق بعد وفاة أخيه الحسن، بينما فاطمة بنت الحسين ولدت سنة 40 أو 41 للهجرة فعلى ذلك يستحيل أن تكون 'أم إسحاق بنت طلحة والدتها.

## أخوتها
من أبيها 
كان لأبيها أربعة عشر ولدا. عشرة بنين وأربع بنات.
قال المحب الطبري: (الفصل العاشر في ذكر ولده. وكان له أربعة عشر ولدا، عشرة بنين وأربع بنات) 
- موسى بن طلحة والدته خولة بنت القعقاع.
- محمد بن طلحة بن عبيد الله أو محمد السجاد.وابنه إبراهيم. والدته حمنة بنت جحش
- عمران بن طلحة بن عبيد الله والدته حمنة بنت جحش.
- يحيى بن طلحة بن عبيد الله والدته سعدى بنت عخارجة.
- عيسى بن طلحة بن عبيد الله والدته سعدى بنت عووف بن ف بن خارجة.
- اسحق بن طلحة بن عبيد الله والدته أم أبان بنت عتبة بن ربيعة بن عبد شمس.
- يعقوب بن طلحة بن عبيد الله والدته أم أبان بنت عتبة بن ربيعة بن عبد شمس.
- إسماعيل بن طلحة بن عبيد الله والدته أم أبان بنت عتبة بن ربيعة بن عبد شمس.

أخواتها من ابيها:
- عائشة بنت طلحة بنت أخت السيدة عائشة بنت أبي بكر زوجة النبي. والدتها أم كلثوم بنت أبي بكر.